# Saison 2014 des Dragons catalans
La saison 2014 des Dragons catalans, unique franchise française de rugby à XIII en Super League, constitue leur neuvième participation à cette ligue. L'entraîneur français Laurent Frayssinous effectue sa seconde saison au club. 
En Challenge Cup, les Dragons sont éliminés en huitième de finale par les Bradford Bulls après avoir éliminé les London Broncos en seizième de finale. 

## Déroulement de la saison

### Les phases finales
Après une victoire sur le terrain des Rhinos de Leeds, les Dragons catalans affrontent le troisième de la saison régulière de la Super League, les Giants d'Huddersfield. Ces derniers, sévèrement battus 57-4 par les Warriors de Wigan, retrouvent leur demi d'ouverture Danny Brough qui leur avait cruellement fait défaut. Après des hésitations quant à la tenue de ce match en raison d'une panne d'électricité, le match finit par débuter dans un stade mal éclairé. Le match est un mano a mano entre les deux équipes. En première période, David Millard (12e minute) et Michael Oldfield (20e minute) répondent au premier essai de Broughton (3e minute), toutefois Murphy inscrit un second essai pour Huddersfield. Les deux équipes se quittent à la mi-temps sur un score de parité 10-10. En seconde période, Thomas Bosc redonne l'avantage aux Dragons par une pénalité (12-10), mais Robinson permet à Huddersfield de reprendre le score à son avantage à la 62e minute (12-16). Cinq minutes plus tard, c'est Pomerol qui permet d'égaliser (16-16) avant que Bosc ne transforme l'essai pour un avantage définitif (18-16 à la 69e minute). Suivent alors 10 minutes de temps réglementaire où chacune des équipes ont la possibilité de scorer, Morgan Escaré sauvant son équipe dans son en-but. Finalement, les Dragons réalisent leur second exploit dans cette phase finale en s'imposant sur la pelouse d'Huddersfield.
Qualifiés pour la seconde fois en demi-finale de la Super League après 2009, les Dragons Catalans sont choisis par St Helens RLFC (par « club call » c'est-à-dire que le meilleur de la saison régulière en demi-finale peut choisir son adversaire en demi-finale). Leur choix est guidé par le fait que les Dragons ont accumulé deux voyages et deux déplacements quand St Helens n'a eu qu'un seul match à disputer à domicile (remporté 41-0 contre Castleford).

## Résultats

### Statistiques individuelles
Les joueurs les plus utilisés de l'effectif sont l'arrière Morgan Escaré  et le deuxième ligne Zeb Taia avec trente rencontres disputées, suivis de l'ailier Michael Oldfield (29 rencontres) et du talonneur Éloi Pélissier (28 rencontres).
Le botteur Thomas Bosc est le cinquième meilleur réalisateur de la Super League et par conséquent de la franchise catalane avec 77 réalisations, 1 essai et 1 drop pour 159 points. Sam Williams et William Barthau ont également eu le loisir de botter à quelques reprises. Au nombre d'essais inscrits, Morgan Escaré est le meilleur marqueur du club avec 28 essais devant Michael Oldfield (22 essais) et Elliot Whitehead (18 essais). L'attaquant des Warrington Wolves Joel Monaghan est en tête de la Super League avec 34 essais inscrits.
Le tableau suivant résume les statistiques des joueurs des Dragons Catalans en Super League et Challenge Cup pour la saison 2014.
| N° | Nom                 | Super League | Super League | Super League | Super League | Super League | Challenge Cup | Challenge Cup | Challenge Cup | Challenge Cup | Challenge Cup | Total | Total | Total | Total | Total |
| N° | Nom                 | M.J.         | Pts          | E            | B            | D            | M.J.          | Pts           | E             | B             | D             | M.J.  | Pts   | E     | B     | D     |
| -- | ------------------- | ------------ | ------------ | ------------ | ------------ | ------------ | ------------- | ------------- | ------------- | ------------- | ------------- | ----- | ----- | ----- | ----- | ----- |
| 1  | Brent Webb          | -            | -            | -            | -            | -            | -             | -             | -             | -             | -             | -     | -     | -     | -     | -     |
| 2  | Morgan Escaré       | -            | -            | -            | -            | -            | -             | -             | -             | -             | -             | -     | -     | -     | -     | -     |
| 3  | Leon Pryce          | -            | -            | -            | -            | -            | -             | -             | -             | -             | -             | -     | -     | -     | -     | -     |
| 4  | Ben Pomeroy         | -            | -            | -            | -            | -            | -             | -             | -             | -             | -             | -     | -     | -     | -     | -     |
| 5  | Michael Oldfield    | -            | -            | -            | -            | -            | -             | -             | -             | -             | -             | -     | -     | -     | -     | -     |
| 6  | Thomas Bosc         | -            | -            | -            | -            | -            | -             | -             | -             | -             | -             | -     | -     | -     | -     | -     |
| 7  | Scott Dureau        | -            | -            | -            | -            | -            | -             | -             | -             | -             | -             | -     | -     | -     | -     | -     |
| 8  | Olivier Elima       | -            | -            | -            | -            | -            | -             | -             | -             | -             | -             | -     | -     | -     | -     | -     |
| 9  | Ian Henderson       | -            | -            | -            | -            | -            | -             | -             | -             | -             | -             | -     | -     | -     | -     | -     |
| 10 | Jeff Lima           | -            | -            | -            | -            | -            | -             | -             | -             | -             | -             | -     | -     | -     | -     | -     |
| 11 | Zeb Taia            | -            | -            | -            | -            | -            | -             | -             | -             | -             | -             | -     | -     | -     | -     | -     |
| 12 | Louis Anderson      | -            | -            | -            | -            | -            | -             | -             | -             | -             | -             | -     | -     | -     | -     | -     |
| 13 | Grégory Mounis      | -            | -            | -            | -            | -            | -             | -             | -             | -             | -             | -     | -     | -     | -     | -     |
| 14 | William Barthau     | -            | -            | -            | -            | -            | -             | -             | -             | -             | -             | -     | -     | -     | -     | -     |
| 15 | Antoni Maria        | -            | -            | -            | -            | -            | -             | -             | -             | -             | -             | -     | -     | -     | -     | -     |
| 16 | Éloi Pélissier      | -            | -            | -            | -            | -            | -             | -             | -             | -             | -             | -     | -     | -     | -     | -     |
| 17 | Elliot Whitehead    | -            | -            | -            | -            | -            | -             | -             | -             | -             | -             | -     | -     | -     | -     | -     |
| 18 | Daryl Millard       | -            | -            | -            | -            | -            | -             | -             | -             | -             | -             | -     | -     | -     | -     | -     |
| 19 | Mathias Pala        | -            | -            | -            | -            | -            | -             | -             | -             | -             | -             | -     | -     | -     | -     | -     |
| 20 | Mickaël Simon       | -            | -            | -            | -            | -            | -             | -             | -             | -             | -             | -     | -     | -     | -     | -     |
| 21 | Julian Bousquet     | -            | -            | -            | -            | -            | -             | -             | -             | -             | -             | -     | -     | -     | -     | -     |
| 22 | Lopini Paea         | -            | -            | -            | -            | -            | -             | -             | -             | -             | -             | -     | -     | -     | -     | -     |
| 23 | Jason Baitieri      | -            | -            | -            | -            | -            | -             | -             | -             | -             | -             | -     | -     | -     | -     | -     |
| 25 | Vincent Duport      | -            | -            | -            | -            | -            | -             | -             | -             | -             | -             | -     | -     | -     | -     | -     |
| 26 | Damien Cardace      | -            | -            | -            | -            | -            | -             | -             | -             | -             | -             | -     | -     | -     | -     | -     |
| 27 | Jean-Philippe Baile | -            | -            | -            | -            | -            | -             | -             | -             | -             | -             | -     | -     | -     | -     | -     |
| 28 | Frédéric Vaccari    | -            | -            | -            | -            | -            | -             | -             | -             | -             | -             | -     | -     | -     | -     | -     |
| 29 | Benjamin Garcia     | -            | -            | -            | -            | -            | -             | -             | -             | -             | -             | -     | -     | -     | -     | -     |
| 30 | Gadwin Springer     | -            | -            | -            | -            | -            | -             | -             | -             | -             | -             | -     | -     | -     | -     | -     |
| 31 | Maxime Scimone      | -            | -            | -            | -            | -            | -             | -             | -             | -             | -             | -     | -     | -     | -     | -     |
| 32 | Joan Guasch         | -            | -            | -            | -            | -            | -             | -             | -             | -             | -             | -     | -     | -     | -     | -     |
| 34 | Sam Williams        | -            | -            | -            | -            | -            | -             | -             | -             | -             | -             | -     | -     | -     | -     | -     |

## Classement de la phase régulière
| Rang | Franchise           | J  | V  | N | D  | Pm  | Pe   | Diff | Pts |
| ---- | ------------------- | -- | -- | - | -- | --- | ---- | ---- | --- |
| 1    | St Helens RLFC      | 27 | 19 | 0 | 8  | 796 | 563  | +233 | 38  |
| 2    | Wigan Warriors      | 27 | 18 | 1 | 8  | 834 | 429  | +405 | 37  |
| 3    | Huddersfield Giants | 27 | 17 | 3 | 7  | 785 | 626  | +159 | 37  |
| 4    | Castleford Tigers   | 27 | 17 | 2 | 8  | 814 | 583  | +231 | 36  |
| 5    | Warrington Wolves   | 27 | 17 | 1 | 9  | 793 | 515  | +278 | 35  |
| 6    | Leeds Rhinos        | 27 | 15 | 2 | 10 | 685 | 421  | +264 | 32  |
| 7    | Dragons catalans    | 27 | 14 | 1 | 12 | 733 | 667  | +66  | 29  |
| 8    | Widnes Vikings      | 27 | 13 | 1 | 13 | 611 | 725  | -114 | 27  |
| 9    | Hull KR             | 27 | 10 | 3 | 14 | 627 | 665  | -38  | 23  |
| 10   | Salford City Reds   | 27 | 11 | 1 | 15 | 608 | 695  | -87  | 23  |
| 11   | Hull FC             | 27 | 10 | 2 | 15 | 653 | 586  | +67  | 22  |
| 12   | Wakefield Wildcats  | 27 | 10 | 1 | 16 | 557 | 750  | -193 | 21  |
| 13   | Bradford Bulls      | 27 | 8  | 0 | 19 | 512 | 984  | -472 | 10  |
| 14   | London Broncos      | 27 | 1  | 0 | 26 | 438 | 1237 | -799 | 2   |

|  | Qualifié pour les phases finales. |
|  | Relégué.                          |

Attribution des points : deux points sont attribués pour une victoire, un point pour un match nul, aucun point en cas de défaite.

Bradford a un retrait de six points pour des raisons financières.

|           | 1er tour des play offs   | 1er tour des play offs          | 1er tour des play offs   | |                     |                                 |                          | Demi-finales préliminaires | Demi-finales préliminaires |        |  |                   |                | Demi-finales     | Demi-finales |  |  | Grande finale        | Grande finale        |  |
|           |                          |                                 |                          | |                     |                                 |                          |                            |                            |        |  |                   |                |                  |              |  |  |                      |                      |  |
|           |                          | QPO1 : 19 septembre 2014        |                          | |                     |                                 |                          |                            |                            |        |  |                   |                |                  |              |  |  |                      |                      |  |
|           | 1                        | St Helens RLFC                  | 41                       | |                     |                                 |                          |                            |                            |        |  |                   |                |                  |              |  |  |                      |                      |  |
|           | 4                        | Castleford Tigers               | 0                        | |                     |                                 |                          | PSF1 : 25 septembre 2014   |                            |        |  |                   |                |                  |              |  |  |                      |                      |  |
|           |                          |                                 |                          | |                     |                                 |                          | Castleford Tigers          | 14                         |        |  |                   |                |                  |              |  |  |                      |                      |  |
|           |                          | EPO1 : 20 septembre 2014        | EPO1 : 20 septembre 2014 | |                     |                                 |                          | Warrington Wolves          | 30                         |        |  |                   |                | QSF1 :           | QSF1 :       |  |  |                      |                      |  |
|           | 5                        | Warrington Wolves               | 22                       | |                     |                                 |                          |                            |                            |        |  |                   |                | St Helens RLFC   |              |  |  |                      |                      |  |
|           | 8                        | Widnes Vikings                  | 19                       | |                     |                                 |                          |                            |                            |        |  |                   |                | Dragons catalans |              |  |  | GF : 11 octobre 2014 | GF : 11 octobre 2014 |  |
|           |                          |                                 |                          | |                     |                                 |                          |                            |                            |        |  |                   |                |                  |              |  |  |                      |                      |  |
|           |                          | EPO2 : 20 septembre 2014        | EPO2 : 20 septembre 2014 | EPO2 : 20 septembre 2014 |                     |                                 |                          |                            |                            | QSF2 : |  |                   |                |                  |              |  |  |                      |                      |  |
|           | 6                        | Leeds Rhinos                    | 20                       | |                     |                                 |                          |                            |                            |        |  |                   | Wigan Warriors |                  |              |  |  |                      |                      |  |
|           | 7                        | Dragons catalans                | 24                       | |                     | PSF2 : 26 septembre 2014        | PSF2 : 26 septembre 2014 |                            |                            |        |  | Warrington Wolves |                |                  |              |  |  |                      |                      |  |
|           |                          |                                 |                          | | Huddersfield Giants | 16                              |                          |                            |                            |        |  |                   |                |                  |              |  |  |                      |                      |  |
|           | QPO2 : 18 septembre 2014 | QPO2 : 18 septembre 2014        | QPO2 : 18 septembre 2014 | QPO2 : 18 septembre 2014 |                     |                                 |                          | Dragons catalans           | 18                         |        |  |                   |                |                  |              |  |  |                      |                      |  |
|           | 2                        | Wigan Warriors                  | 57                       | |                     |                                 |                          |                            |                            |        |  |                   |                |                  |              |  |  |                      |                      |  |
|           | 3                        | Huddersfield Giants             | 4                        | |                     |                                 |                          |                            |                            |        |  |                   |                |                  |              |  |  |                      |                      |  |
|           |                          |                                 |                          | \| Légende : \| \| Progression de l'équipe défaite \| \| Progression de l'équipe victorieuse \| \| Progression de l'équipe choisie \| |                     |                                 |                          |                            |                            |        |  |                   |                |                  |              |  |  |                      |                      |  |
| Légende : |                          | Progression de l'équipe défaite |                          | Progression de l'équipe victorieuse                                                                                                   |                     | Progression de l'équipe choisie |                          |                            |                            |        |  |                   |                |                  |              |  |  |                      |                      |  |

Semaine 1. Qualification/Elimination en phase finale : les rencontres sont déterminées suivant le classement des équipes de la saison régulière. Les équipes ayant obtenu un meilleur rang affrontant l'équipe ayant le moins bon rang. Les équipes ayant le meilleur rang reçoivent.
Semaine 2. Les demi-finales préliminaires : les rencontres sont déterminées suivant le classement des équipes de la saison régulière. Les équipes ayant obtenu un meilleur rang affrontant l'équipe ayant le moins bon rang. Les équipes ayant le meilleur rang reçoivent.
Semaine 3. Les demi-finales : les vainqueurs des précédentes phases qualificatives s'affrontent pour déterminer les deux finalistes. Les adversaires sont décidées en fonction du choix de l'équipe ayant obtenu le meilleur classement lors de la saison régulière entre les deux équipes ayant le moins bon classement. Ce sont les vainqueurs de la semaine 1 qui reçoivent.

## Trophées et honneurs en championnat

### Stade
Le stade Gilbert-Brutus a été rénové lors de la saison 2011 pour la construction d'une nouvelle tribune de 2 560 places assises, ce qui porte la capacité totale du stade à 11 500 places assises. Il comporte également une loge panoramique, des bureaux, une boutiques et des guichets. En termes de capacité, cela situe le club dans le top 7 de la Super League. Le coût de cette extension est de l'ordre de 6 805 000 euros répartis entre la ville de Perpignan (49 %), le conseil régional (28 %) et le conseil général (23 %).

## Couverture médiatique
La chaîne beIN Sport possède l'achat des droits télés de la National Rugby League et les retransmissions des matchs à domicile des Dragons catalans. Sky Sports retransmet les matchs disputés à l'extérieur sur le sol britannique. Pour la Challenge Cup, les diffusions sont assurées par la BBC.
Dans la presse, les résultats et rapports des matchs sont diffusés dans les quotidiens tels que L'Équipe ou L'Indépendant.